# Алки (футбольный клуб, Ларнака)
Футбольный клуб «А́лки» (греч. Αλκή Λάρνακα) — бывший кипрский футбольный клуб из города Ларнака, основанный в 1948 году. Цвета клуба — красно-синие.
Футбольный клуб «Алки Ороклини», получил своё название в честь «Алки» из Ларнаки, однако эти клубы не связаны друг с другом.

## История
Алки пять раз доходил до финала кубка Кипра, но каждый раз уступал сопернику.
Наилучших результатов команда достигла в 1979 года. Алки завершил чемпионат страны на третьем месте и в очередной раз дошёл до финала кубка страны, в котором уступили чемпиону АПОЭЛ. Это дало им право выступить единственный раз в истории в Кубке УЕФА, хотя команда и проиграла в самом первом раунде Динамо (Бухарест).

## Достижения
Победители Второго дивизиона (4)1959/60, 1981/82, 2000/01, 2009/10
Финалист Кубка Кипра (5)1966/67, 1969/70, 1975/76, 1976/77, 1979/80

## Выступления в еврокубках
Данные на 9 октября 2013 года
| Сезон   | Турнир     | Раунд | Соперник          | 1 матч | 2 матч |
| ------- | ---------- | ----- | ----------------- | ------ | ------ |
| 1979/80 | Кубок УЕФА | 1Р    | «Динамо» Бухарест | 0 : 3  | 0 : 9  |

- Домашние игры выделены жирным шрифтом